# Liptena subpunctata
Liptena subpunctata är en fjärilsart som beskrevs av George Thomas Bethune-Baker 1906. Liptena subpunctata ingår i släktet Liptena och familjen juvelvingar. Inga underarter finns listade i Catalogue of Life.